# HMS Drake (1777)
Le HMS Drake est un sloop de guerre de 14 canons appartenant à la Royal Navy.

## Histoire
À l'origine navire marchand, le Resolution, il est acheté au début de 1777 et mis en service en avril de la même année. C'est le douzième (sur 24), à son époque, à porter ce nom. Il est équipé pour le service  dans la Royal Navy à Plymouth du 19 avril au 24 mai. Il sert contre la guerre révolutionnaire américaine. Le 24 avril 1778, à Carrickfergus, Irlande, commandé par le capitaine John Paul Jones, il combat dans le duel naval du North Channel avec le sloop de 18 canons USS Ranger de la Continental Navy. Au cours de l'affrontement, cinq des membres de l'équipage du Drake, y compris son capitaine, George Burdon, sont tués. Après un engagement d'une heure, l'équipage du Drake se rend aux Américains. Deux cents hommes d'équipage sont capturés. Jones réussit à livrer le Drake à Brest le 8 mai 1778. C'est la première et la plus décisive victoire américaine sur tout navire de la marine royale anglaise dans les eaux britanniques. Le bateau est acheté à Nantes en 1779 par Jean Peltier-Dudoyer qui se livre entre autres au commerce des esclaves.